# 와사치 산맥

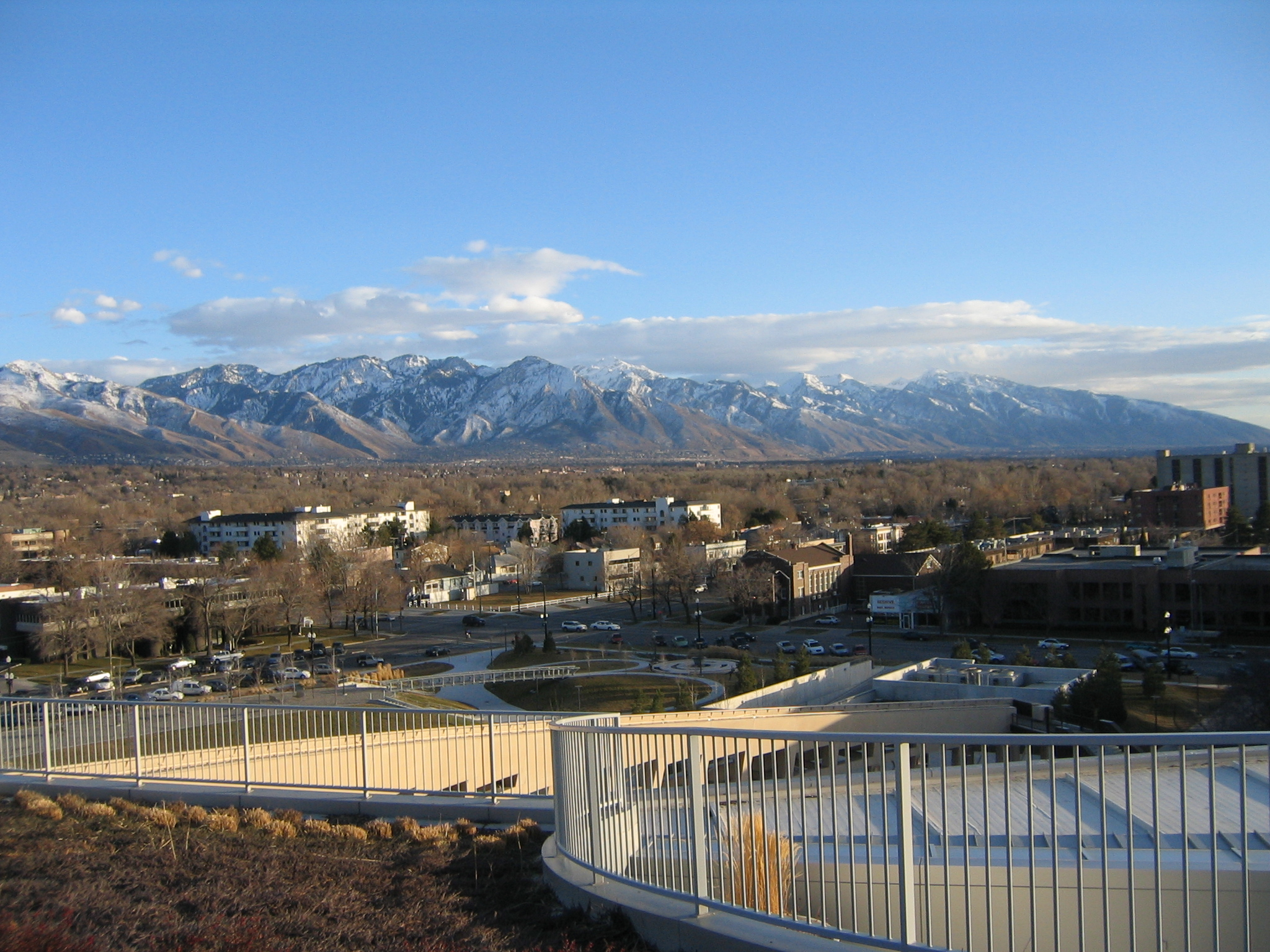
2006년 1월 모습

와사치 산맥(Wasatch Range, /ˈwɑːsætʃ/ WAH-satch)은 유타주-아이다호주 경계에서 남쪽으로 유타 중부까지 약 260km에 달하는 미국 서부의 산맥이다. 이곳은 로키산맥의 서쪽 가장자리이자 그레이트베이슨 지역의 동쪽 가장자리이다. 와사치 산맥의 북쪽 확장인 베어 리버 산맥은 아이다호까지 뻗어 있어 그 주의 모든 와사치 산맥을 구성한다.
원주민 유트족의 언어로 와사치(Wasatch)는 "산길" 또는 "높은 범위를 넘는 낮은 길"을 의미한다. 윌리엄 브라이트에 따르면 이 산은 "푸른 왜가리"를 의미하는 쇼쇼니족 용어 wasattsi로 명명된 쇼쇼니족 지도자의 이름을 따서 명명되었다. 1926년 세실 알터(Cecil Alter)는 1902년 헨리 가넷(Henry Gannett)의 말을 인용하여 이 단어가 "많은 물의 땅"을 의미한다고 말한 다음 "이 단어는 쇼쇼네족 사이에서 흔히 사용되는 단어이며 여성이 들고 다니는 베리 바구니에 제공된다"라고 가정했다.